# Rodrigo Salinas Muñoz
Rodrigo Alonso Salinas Muñoz, más conocido como Rodrigo Salinas (Viña del Mar, 25 de febrero de 1989), es un jugador de balonmano chileno que juega de lateral derecho en el Bidasoa Irún de la Liga Asobal. Es internacional con la selección de balonmano de Chile. Es hermano del también balonmanista internacional Esteban Joaquín Salinas.
Con la selección, ha ganado la medalla de bronce en los Juegos Panamericanos de 2015, Juegos Panamericanos de 2015, en el Campeonato Panamericano de Balonmano Masculino de 2010, en el Campeonato Panamericano de Balonmano Masculino de 2012, en el Campeonato Panamericano de Balonmano Masculino de 2014, en el Campeonato Panamericano de Balonmano Masculino de 2018 y en el Campeonato Sudamericano y Centroamericano de Balonmano Masculino de 2022, así como una medalla de plata en el Campeonato Panamericano de Balonmano Masculino de 2016 y en los Juegos Panamericanos de 2019.
Ha pasado gran parte de su carrera jugando en equipos de la Liga Asobal de España.

## Palmarés internacional
| Juegos Panamericanos                      | Juegos Panamericanos | Juegos Panamericanos | Juegos Panamericanos |
| Año                                       | Lugar                | Medalla              |                      |
| ----------------------------------------- | -------------------- | -------------------- | -------------------- |
| 2011                                      | Guadalajara          | Medalla de bronce    |                      |
| 2015                                      | Toronto              | Medalla de bronce    |                      |
| 2019                                      | Lima                 | Medalla de plata     |                      |
| 2023                                      | Santiago             | Medalla de bronce    |                      |
| Campeonato Panamericano                   |                      |                      |                      |
| Año                                       | Lugar                | Medalla              |                      |
| 2010                                      | Chile                | Medalla de bronce    |                      |
| 2012                                      | Argentina            | Medalla de bronce    |                      |
| 2014                                      | Uruguay              | Medalla de bronce    |                      |
| 2016                                      | Argentina            | Medalla de plata     |                      |
| 2018                                      | Groenlandia          | Medalla de bronce    |                      |
| Campeonato Sudamericano y Centroamericano |                      |                      |                      |
| Año                                       | Lugar                | Medalla              |                      |
| 2022                                      | Brasil               | Medalla de bronce    |                      |
| 2024                                      | Buenos Aires         | Medalla de bronce    |                      |
| Juegos Suramericanos                      |                      |                      |                      |
| Año                                       | Lugar                | Medalla              |                      |
| 2018                                      | Cochabamba           | Medalla de bronce    |                      |
| 2022                                      | Asunción             | Medalla de plata     |                      |

## Clubes
- Club Winterhill Viña del Mar
- Escubal Badajoz ( -2010)
- Club Balonmano Huesca (2010-2011)
- CB Torrevieja (2011-2012)
- Club Balonmano Granollers (2012-2014)
- CSA Steaua București (2014-2015)
- HBC Nantes (2015-2016)[3]
- Chartres MHB28 (2016-2017)
- Bidasoa Irún (2017- )[4]